# Nguyễn Đặng Minh Mẫn
Pour les articles homonymes, voir Nguyễn.
Nguyễn Đặng Minh Mẫn (née le 10 janvier 1985), initialement esthéticienne, milite pour les droits de l'homme au Viêt Nam. Observant les inégalités sociales dans son pays, elle devient journaliste photo et publie des photographies en ligne,.
En 2010, à 25 ans, elle participe au mouvement contre les revendications territoriales chinoises en mer de Chine méridionale. Elle prend des photographies du slogan HS.TS.VN posté dans tout le Viêt Nam pour soutenir les revendications de souveraineté vietnamiennes sur les îles de Hoang Sa (îles Paracels) et Truong Sa (îles Spratleys).
Elle documente les violences policières, la corruption gouvernementale et les manifestations pacifiques. Elle prend part à l'importante manifestation contre la Chine du 5 juin 2011 à Saigon,.
Le 31 juillet 2011, Minh Mẫn, sa mère et son frère sont détenus arbitrairement par les autorités vietnamiennes. En janvier 2013, lors d'un procès de deux jours jugeant 14 activistes vietnamiens, Minh Mẫn reçoit une des condamnations les plus strictes, écopant de 8 ans de prison et 5 ans d'assignation à résidence. Elle est actuellement emprisonnée à Yen Dinh dans la province de Thanh Hoa.

## Arrestation en 2011
Le 31 juillet, dans le cadre d'une répression de masse des jeunesses activistes au Viêt Nam, les autorités arrêtent Nguyễn Đặng Minh Mẫn, sa mère, Đặng Ngọc Minh, et son frère, Nguyễn Đặng Vĩnh Phúc. Les autorités n'avaient pas de mandat mais ont tout de même arrêté la jeune femme, lui confisquant son appareil photo et son matériel de journaliste.
Minh Mẫn et sa famille sont détenus arbitrairement pendant 17 mois avant que leur procès n'ait lieu.

## Condamnation en 2013
Les 8 et 9 janvier 2013, la Cour de justice de la province de Nghê An jugent 14 militants vietnamiens, dont Nguyễn Đặng Minh Mẫn. Au regard de l'article 79 du Code Pénal vietnamien, les peines sont échelonnées entre 3 et 13 ans de prison.
Minh Mẫn et sa mère sont accusées d'avoir peint le slogan HS.TS.VN qui représente les revendications de souveraineté vietnamiennes sur les îles Paracels et Spratleys. En réalité, le gouvernement vietnamien approuve le slogan, selon lequel ces îles appartiennent au Viet Nam, mais craint que les manifestations publiques deviennent hors de contrôle.
Minh Mẫn et les autres activistes sont aussi accusés de participer au Viêt Tân, parti pro-démocratie, pour une réforme pacifique et politique du Viet Nam,.
Minh Mẫn est initialement condamnée à 9 ans de prison, puis sa peine est modifiée pour passer à 8 ans de prison et 5 ans d'assignation à résidence. Elle est l'une des trois activistes de ce procès encore détenue arbitrairement.

## Traitement en prison
Nguyễn Đặng Minh Mẫn est sujet à un traitement discriminatoire en prison. Amnesty International rapporte en 2013 que les militants emprisonnés au Viet Nam sont détenus dans de cruelles conditions, le traitement qui leur est réservé étant dégradant voire inhumain. Minh Mẫn est contrainte de réaliser un travail physique quotidien et est isolée socialement puisque que les officiers redoutent que les autres détenus entrent en contact avec des prisonniers politiques.
En novembre 2014, Minh Mẫn est placée en isolement sans raison apparente. Peu de temps après Minh Mẫn lance plusieurs grèves de la faim pour attirer l'attention sur les traitements réservés aux prisonniers politiques. Elle perd 35 kg après ce jeûne.
Son père essaye de lui rendre visite au moins une fois par mois, mais le trajet jusqu'à la prison dure 40 heures. Il se voit parfois refuser l'accès à la prison par les gardes ayant placé Minh Mẫn en cellule d'isolement. Contrairement aux autres prisonniers qui peuvent parler librement avec leurs visiteurs, Minh Mẫn et son père sont séparés par une vitre et des gardes les surveillent.

## Réponse internationale
Le 28 novembre 2013, l'UNWGAD, un groupe de travail de l'ONU sur les détentions arbitraires, se prononce en faveur des activistes, déclarant que le Viet Nam viole les obligations internationales relatives aux Droits de l'Homme et qu'il doit immédiatement libérer les prisonniers politiques.
Un an plus tard, alors que Minh Mẫn commence sa grève de la faim en cellule d'isolement, des étudiants soumettent une pétition au groupe de travail de l'ONU sur les détentions arbitraires. Cette pétition permet de pointer du doigt les violations des engagements internationaux du Viet Nam en ce qui concerne les droits de l'homme.
Le 11 juin 2015, son père se rend aux États-Unis pour témoigner devant le Congrès des conditions de détention des prisonniers au Viet Nam. Il explique, « [Les gardiens de prison] la nourrissaient de riz salé, lui donnaient seulement un litre d'eau par jour, elle n'était pas autorisée à utiliser l'eau pour des raisons hygiéniques. Elle n'a même pas de matelas pour dormir. Elle ne peut changer d'habit qu'une fois tous les 15 à 20 jours. »
À l'occasion du jour mondial des droits de l'Homme en 2015, une campagne (#BarsForBlogging) est lancée pour attirer l'attention sur les trois prisonniers politiques toujours emprisonnés depuis le procès de 2013 : Nguyễn Đặng Minh Mẫn, Đặng Xuân Diệu, and Hồ Đức Hoà.